# Only Connect
Only Connect is de elfde aflevering van het elfde seizoen van de televisieserie ER, die voor het eerst werd uitgezonden op 20 januari 2005.

## Verhaal
Dr. Lewis en dr. Kovac proberen het personeel te leren om beter te communiceren met de patiënten. Hun pogingen dreigen te mislukken als dr. Pratt en dr. Rasgotra twee families naar de SEH laten komen voor hun zonen, waarvan een is overleden. Dan blijkt dat door miscommunicatie de zonen zijn omgewisseld en zo krijgen de ouders van de overleden zoon ineens een levende zoon en de andere ouders moeten ineens hun overleden zoon identificeren. Tot overmaat van ramp bleek dat studente Jane Figler dit al aan zag komen maar iedereen negeerde haar, dus hield zij haar mond.
Dr. Lockhart keert weer terug naar haar werk na haar ontvoering. Zij denkt al snel dat zij te snel is begonnen maar krijgt steun van student Jake Scanlon om haar draai weer te vinden.
Dr. Rasgotra woont tijdelijk bij dr. Lockhart. Dr. Rasgotra begint op haar zenuwen te werken en wordt vriendelijk verzocht om ander onderdak te vinden.
De SEH wordt bezocht door een advocaat, die onder de patiënten klanten zoekt tot grote irritatie van dr. Lewis.

## Rolverdeling

### Hoofdrollen
- Noah Wyle - Dr. John Carter
- Maura Tierney - Dr. Abby Lockhart
- Mekhi Phifer - Dr. Gregory Pratt
- Goran Višnjić - Dr. Luka Kovac
- Sherry Stringfield - Dr. Susan Lewis
- Parminder Nagra - Dr. Neela Rasgrota
- Shane West - Dr. Ray Barnett
- Laura Innes - Dr. Kerry Weaver
- Leland Orser - Dr. Lucien Dubenko
- Scott Grimes - Dr. Archie Morris
- Linda Cardellini - verpleegster Samantha 'Sam' Taggart
- Laura Cerón - verpleegster Chuny Marquez
- Deezer D - verpleger Malik McGrath
- Yvette Freeman - verpleegster Haleh Adams
- Mary Heiss - verpleegster Mary
- Brian Lester - ambulancemedewerker Brian Dumar
- Lyn Alicia Henderson - ambulancemedewerker Pamela Olbes
- Louie Liberti - ambulancemedewerker Bardelli
- Mädchen Amick - Wendall Meade
- Eion Bailey - Jake Scanlon
- Sara Gilbert - Jane Figler
- Abraham Benrubi - Jerry Markovic
- Troy Evans - Frank Martin

### Gastrollen (selectie)
- Dan Hedaya - advocaat Herb Spivak
- Marla Gibbs - Cherise Barnes
- Marissa Matrone - Kitty Peyser
- Tom McCleister - Larry
- Kylie Sparks - Amy Packer
- Jamie Torcellini - Ralph Meacham
- Jillian Bach - Penny Nicholson
- Roxana Brusso - Mari Hinojosa